# Crow Song
「Crow Song」（クロウ・ソング）は、Girls Dead Monsterの楽曲。同グループ1枚目のシングルとして2010年4月23日にKey Sounds Labelから発売された。

## 概要
テレビアニメ『Angel Beats!』に登場する陽動部隊でありガールズバンド、Girls Dead Monsterの1枚目のシングル。ヴォーカリストはmarina（役名は岩沢、歌以外を演じるのは沢城みゆき）だが、アニメのストーリーに伴い、次シングルからはLiSAに交代となる。
『Angel Beats!』の第3話までに使用された3曲が収録されている。オリコンのデイリーランキングでは3位、ウィークリーランキングは7位を獲得した。2011年11月度には日本レコード協会にゴールド認定をされた。
2019年3月1日には、ソニー・ミュージックエンタテインメントのアニメソング人気投票キャンペーン「平成アニソン大賞」においてユーザー投票賞（2010年 - 2019年）に選出された。

## 収録曲
（全作詞・作曲：麻枝准、編曲：光収容）
1. Crow Song [4:08]
  - 第1話挿入歌
2. Alchemy [4:17]
  - 第3話挿入歌
3. My Song [4:54]
  - 第3話挿入歌

## 収録アルバム
| 曲名                 | 収録アルバム        | 発売日        |
| -------------------- | ------------------- | ------------- |
| Crow Song (Yui ver.) | 『Keep The Beats!』 | 2010年6月30日 |
| Alchemy (Yui ver.)   | 『Keep The Beats!』 | 2010年6月30日 |
| My Song (Yui ver.)   | 『Keep The Beats!』 | 2010年6月30日 |

## カバー
- Afterglow［美竹蘭（佐倉綾音）］ - 「Crow Song」がゲーム『バンドリ! ガールズバンドパーティ!』に追加収録[2]。
- Poppin'Party［戸山香澄（愛美）］ - 「Alchemy」がゲーム『バンドリ! ガールズバンドパーティ!』に初期収録[3]。
- 一ノ瀬志希（藍原ことみ） - 「Alchemy」がゲーム『アイドルマスター シンデレラガールズ スターライトステージ』に追加収録。
- She is Legend [茅森月歌(XAI)朝倉可憐(鈴木このみ)]-「Crow Song」が(SiL Ver.)としてゲーム『ヘブンバーンズレッド』にて公開。後にライブ機能に追加収録。
- She is Legend [茅森月歌(XAI)朝倉可憐(鈴木このみ)]-「Alchemy」が(SiL Ver.)としてゲーム『ヘブンバーンズレッド』にて公開。同時にライブ機能に収録。
- 十味 - カバーソングプロジェクト『CrosSing 12th SEASON』にて「Crow Song」をカバー[4]。2025年6月18日に配信シングル「Crow Song from CrosSing」としてリリースされた。